# Gambia
Gambia (engelska: The Gambia), formellt Republiken Gambia (engelska: Republic of The Gambia), är en suverän stat i Västafrika vid Atlanten belägen på ömse sidor av Gambiaflodens nedre lopp. Landet gränsar till Senegal som, förutom vid kustlinjen, omger landet. Gambia är den till ytan minsta staten på Afrikas fastland.
Presidenten Yahya Jammeh tog makten i landet efter en militärkupp 1994. Demokrati har återinförts sedan 1996 och Jammeh blev återvald i flera val på varandra, senast 2011. Efter valet 2016 efterträddes han av Adama Barrow 19 januari 2017.
Gambias ekonomi domineras av jordbruk, fiske och särskilt turism. År 2015 levde 48,6 procent av befolkningen i fattigdom. På landsbygden är fattigdomen ännu mer utbredd, nästan 70 procent.

## Historia

### Äldre historia
Gambia var en del av Maliriket på 1200-talet. Då detta föll samman uppstod i stället flera kungadömen i Gambia. De viktigaste var Barra, Kombo och Fulladu. På 1400-talet kom portugiserna till Gambiaflodens mynning, och på 1500-talet britter och fransmän. De upprättade handelsstationer och bedrev handel längs floden. De sökte främst elfenben, slavar och guld.
År 1651 skickade Kurlands hertig Jakob en expedition, ledd av major Heinrich Fok, för att anskaffa kolonier i Västafrika. Hertig Jakob köpte mark från flera stamhövdingar (Kumbo, Barra och Kasana) vid Gambiafloden i syfte att upprätta fästningar och handelsplatserna Fort Jakob, Fort Bayona och Fort Jillifree. Hertigen förlorade dock områdena år 1661.
Från år 1783 styrde Storbritannien över Gambia. Gambia blev brittisk kronkoloni år 1888/1889, efter att området runt den brittiska stödjepunkten Bathurst (dagens Banjul) sedan 1821 varit del av den brittiska kolonin Sierra Leone.

### Självständighet
Brittiska Gambia blev självständigt år 1965 som staten Gambia, med Dawda Jawara som förste ledare. Landet förblev inom det brittiska samväldet fram till 1970, när en folkomröstning om att lämna samväldet resulterade i att landet blev en republik med Jawara som president. Under 1970- och 80-talen sågs Gambia som en av de mer demokratiska länderna i Afrika, med regelbundna och fria val och relativt starka mänskliga rättigheter. Samtidigt saknades en samlad opposition och Jawara med sitt Folkets framstegsparti (PPP) vann alla val med en kraftig majoritet. Det förekom också korruptionsanklagelser mot regeringen. I juli 1981 genomfördes ett kuppförsök av landets paramilitära styrkor (Gambia saknade en regelrätt armé vid tillfället), som hade stöd av radikala politiska grupper. Med hjälp av Senegals militär kunde upproret så småningom hejdas.
En konsekvens av kuppförsöket blev att Gambia och Senegal 1982 bildade en konfederation: Senegambia. Tanken med konfederationen var att länderna skulle organisera utrikespolitik, försvar och ekonomin tillsammans. Inom ramen för samarbetet kunde Gambia bygga upp en egen militär med hjälp av Senegal. Senegal ville efter några år fördjupa integrationen, något som Gambia sa nej till vilket ledde till att unionen upplöstes 1989.  År 1991 skrev de båda länderna på ett vänskaps- och samarbetsavtal.
Dåvarande presidenten Dawda Jawara störtades, efter 32 år vid makten, i en militärkupp år 1994. Samtidigt förbjöds all politisk aktivitet. 1996 genomfördes demokratiska presidentval, året därpå parlamentsval. 2006 valdes Yahya Jammeh till president för tredje gången.
Pressfriheten är ansträngd, och 2004 inträffade ett tills vidare ouppklarat mord på journalisten Deyda Hydara. Enligt pressfrihetsindexet har det varit en stor förbättring i pressfriheten i Gambia sedan 2017.
År 2015 utropade president Yahya Jammeh Gambia till en islamisk republik för att visa att landet slutgiltigt klippt banden från sin kolonialhistoria. Beslutet återtogs av den nya presidenten Adama Barrow i januari 2017.
Adama Barrow vann presidentvalet i början av december 2016 men Jammeh vägrade avgå. Jammeh avgick först efter att grannländerna hotade med en militär intervention. Jammeh gick i exil i Ekvatorialguinea efter 22 år vid makten. Barrow tillträdde som president i januari 2017.

## Geografi

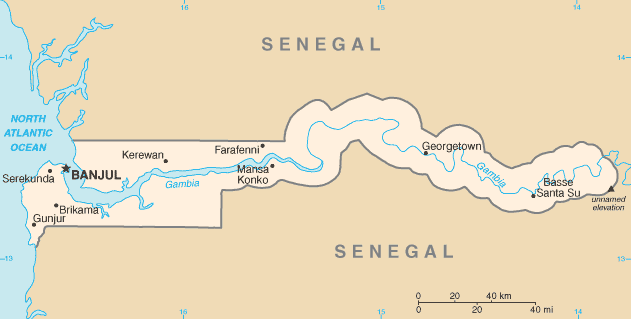
Gambia

Gambia är litet till ytan och långsmalt (320 km långt; bredaste stället 48 km; smalaste knappt 45 km). Dess gränser följer den slingrande Gambiafloden, vars källor ligger i Guinea. Landets nuvarande gränser bestämdes 1889 efter en överenskommelse mellan Storbritannien och Frankrike.
Landgränsen mot Senegal är 740 km, och kuststräckan mot havet 80 km.
Gambia gör anspråk på 12 nautiska mil (nm) territorialvatten och 200 nm ekonomisk zon. Ingenting är hävdat beträffande kontinentalsockeln.[källa behövs]

### Topografi och hydrografi
Gambiafloden är dominerande i landskapet. Den flyter över en platå av sandsten som består av komprimerat kvartskorn som bildades för cirka 23,7 - 1,6 miljoner år sedan.
I öster är de smala dalarna skilda av låga kullar. I väster växlar lägre sandkullar och sandfyllda sänkor och bildar en flack slätt.

### Klimat
Klimatet är tropiskt med en varm regntid från juni till oktober med nära 100 % relativ fuktighet. November till maj är något svalare med torr vind från Sahara.
Från mitten av 1980-talet till mitten av 2010-talet minskade nederbördsmängden med 30 %, med resultatet att torrperioderna blivit längre.

### Växt- och djurliv
Gambia ligger vid övergången mellan Sahelzonen och den tropiska regnskogen. Landskapet domineras av våt savann som blir torrare längre norrut. Här etablerade sig ett större antal olika växtarter, för närvarande är omkring 530 växtarter kända.
Gambiaflodens översvämningsområden nära havet med bräckt vatten kännetecknas av flera slags mangrover. I landets inre förekommer stora träd som baobab, arter av akaciasläktet, mahognyväxter, av oljepalmssläktet (Elaeis), av afzeliasläktet (Afzelia), sandelträ, papaya, kalebassträd, skruvpalmer (Pandanaceae), av kassiasläktet (Cassia), tamarind (Tamarindus indica), av dracenasläktet (Dracaena), ebenholts, av kolasläktet (Cola) och kapok (Ceiiba pentandra).
Storvilt som elefanter, lejon och giraffer utrotades under 1800-talet och början av 1900-talet av Gambias koloniala makthavare. Trots allt finns en rik fauna kvar med omkring 110 däggdjursarter, till exempel små antiloper som sumpbock (Tragelaphus spekeii) och buskbock (Tragelaphus scriptus). Primater är ganska talrika med exempel som röd babian, gröna markattor (Chlorocebus), röda guerezor (Piliocolobus) och husarapa. Ett projekt att flytta landets sista schimpanser (Pan troglodytes) till ett naturreservat var framgångsrikt.
Landet är känt för en mångfaldig fågelfauna. Omkring 540 arter (se Lista över Gambias fåglar (engelska)) är beskrivna – en tredjedel av dem är flyttfåglar.
Tidigare kallades Gambiafloden den "krokodilrikaste floden" i Afrika, idag finns bara ett fåtal kvar som nilkrokodil och dvärgkrokodil (Osteolaemus tetraspis). Ett annat kräldjur i floden är den upp till 2 meter långa Nilvaranen (Varanus niloticus). Mera sällsynta men ibland farliga är flodhästar. Uppströms från Elephant Island lever cirka 100 individer.
Kustlinjen ger skydd för många fiskar som här lägger rom. Även delfiner kan iakttas i Gambiaflodens mynning.[källa behövs]

### Naturskydd
Några av Gambias miljöproblem är skogsskövlingen som leder till att öknen breder ut sig och att vattnet på många håll är förorenat av vattenburna sjukdomsorganismer.
Det finns ett par reservat och tre nationalparker i Gambia.

## Styre och politik

### Författning och styre
Enligt den demokratiska konstitutionen som trädde i kraft år 1997 är Gambia en enhetlig och demokratisk republik. President är statschefen. Denne väljs i allmänna val vart femte år. Presidenten utser och leder regeringen. Parlamentet består av 53 ledamöter varav 48 väljs i direkta val vart femte år. 5 ledamöter utses av presidenten.

### Administrativ indelning

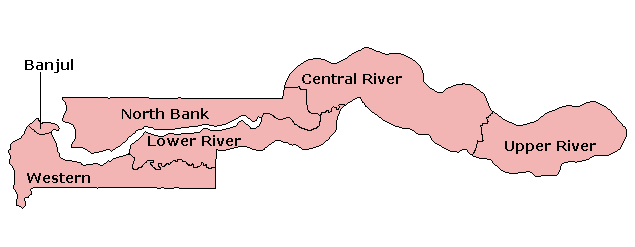
Gambias regioner.

Gambia är indelat i fem regioner, åtta kommuner (varav två utanför regionerna) och 44 distrikt.

### Politik
Efter en lång epok som brittisk koloni blev Gambia 1965 en självständig stat inom det Brittiska samväldet.
Fram till 1994 var landet en flerpartistat där fem allmänna val genomfördes.
Samtliga vanns av Dawda Jawaras parti PPP. Jawara själv utsågs till Gambias förste statsminister och valdes 1970 till landets förste president, ett ämbete han innehade till 1994, då han störtades i en militärkupp ledd av officeren Yahya Jammeh.
President Yahya Jammeh styrde Gambia under 22 år med auktoritära metoder efter att han tog makten. Jammehs militärjunta införde utegångsförbud, upphävde konstitutionen och förbjöd det styrande partiet PPP. Därefter segrade Jammeh i fyra presidentval som av oppositionen och utländska observatörer kritiserades för att vara riggade. Jammehs parti, Alliansen för patriotisk omorientering och uppbyggnad (APRC) dominerade gambisk politik. Dess grepp om makten blev med åren allt hårdare och rapporter om brott mot mänskliga rättigheter var vanliga.
I december 2016 vann Adama Barrow, gemensam kandidat för sju oppositionspartier, valet. Jammeh vägrade först att avgå, men gav upp sedan grannländerna ställt sig på Barrows sida. Militära styrkor från Ecowas, en mellanstatlig organisation i Västafrika, anlände till huvudstaden Banjul. I början av 2017 tillträdde Adama Barrow som landets president.
Samtidigt som gambier firade att landets hårde ledare Yahya Jammeh var ute ur landet, framkom att han lyckades plundra statsfinanserna på omkring 100 miljoner kronor innan han flög ut ur landet.

### Rättsväsen
Efter år 1965 fortsatte landet tillämpa den brittiska lagstiftningen och författningen som införts under kolonialtiden.
Där ingick både den skrivna lagstiftningen men också den oskrivna common law. Dock har afrikansk sedvanerätt och religiös rätt införts inom bland annat familjerätten.
Gambiska domstolar kan utdöma dödsstraff, men tidigare år har dödsdomarna inte verkställts. 2012 har dödsdomarna börjat verkställas. Åtta av 47 dödsdömda personer har sedan dess avrättats. Dåvarande president Jammeh meddelade att han vill att alla dödsdomarna skall verkställas. Grannlandet Senegal president Macky Sall, EU och USA uppmanade Gambia att stoppa avrättningarna av de dödsdömda.  Gambia fortsatte att ha officiella uppehåll för dödsstraff 2019. 

### Internationella relationer
Gambia är medlem i Förenta nationerna (sedan 21 september 1965), Afrikanska unionen samt Islamiska konferensorganisationen. Landet är medlem i Samväldet. Gambia lämnade organisationen i oktober 2013 men  anslöt sig igen i februari 2018.

### Försvar
Gambias väpnade styrkor bestod år 2018 av 800 aktiv personal. Armén var då lätt utrustad. En mindre flygkomponent har tre transportflygplan och två lätta flygplan. Det finns också en liten sjökomponent som hade åtta mindre patrullfartyg.
Under år 2018 hade ECOWAS en styrka på 500 personer stående i Gambia (ECOMIG). Dessutom deltog Gambia år 2018 i FN-operationen i Sudan (UNAMID) med 211 personal. Gambia har också deltagit med observatörer och ett litet antal personal i Centralafrikanska republiken (MINUSCA) och i Mali (MINUSMA).

## Ekonomi och infrastruktur

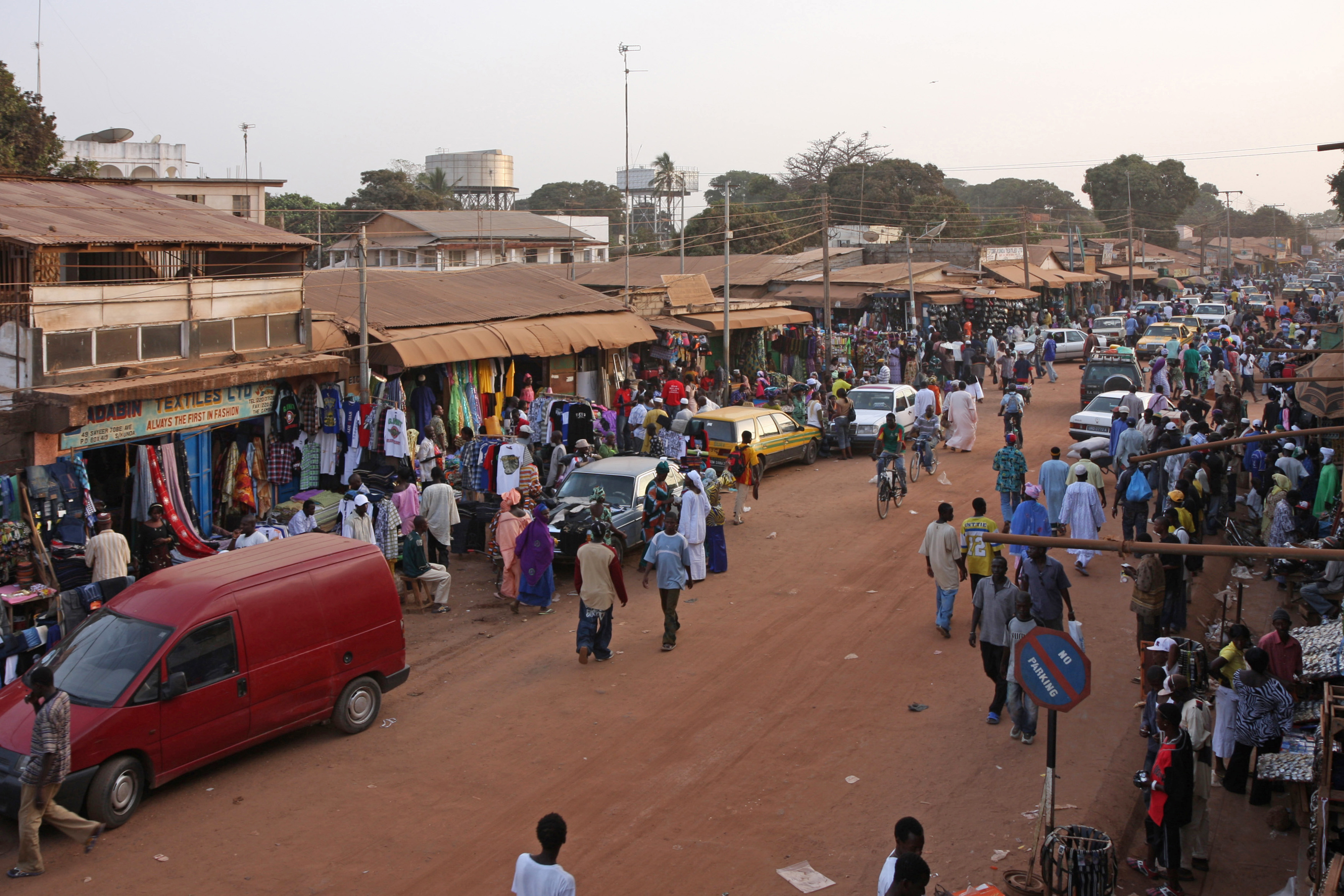
Marknad i Serekunda.

Gambia är för ekonomisk tillväxt beroende av internationell ekonomisk hjälp, ekonomiskt ansvarstagande av staten och en fortsatt teknisk överföring från multilaterala och bilaterala biståndsgivare. Landet litar till stor del på penningförsändelser från gambianer i utlandet.

### Näringsliv

#### Jord- och skogsbruk, fiske
Jordbrukssektorn sysselsätter cirka 75 procent av befolkningen i yrkesverksam ålder, men står bara för omkring 20 % av Gambias BNI. Större delen av produktionen består av självhushållningsjordbruk. För konsumtion odlas i synnerhet ris, hirs, sorghum, kassava, majs och grönsaker. Ris är en viktig del av basfödan.
Den viktigaste grödan är jordnötter. Dessa odlas på sandjorden i de högre, översvämningsfria delarna av landet. Jordnötter har historiskt stått för ungefär 90 % av exportintäkterna. Dessa smugglas även till Senegal för att, beroende av prisnivåerna, säljas där. Totalt exporteras cirka 80 % av skörden.
Gambia har rika fisketraditioner både till havs och i floder. Fångsten säljs både lokalt och på export.

#### Energi och råvaror
Ungefär 50 procent av alla gambier hade tillgång till el år 2019. 97 procent av all energi tillverkades av fossila bränslen och 3 % av annan förnybar energi än vattenkraft. Floden Gambia har dock potential för vattenkraft, vilket potentiellt skulle kunna leda till energiexport.
Till landets naturtillgångar hör: fisk, mineral (lera och kiselsand), titan (rutil och ilmenit), tenn, zirkon. Lera och sand används företrädesvis lokalt. År 2004 hittades olja utanför kusten och utvinningslicenser tilldelades år 2006. Ytan av odlingsbar mark är begränsad.

#### Industri
Ungefär hälften av all produktion av jordnötter bearbetas till olja och även andra produkter i landets småskaliga industri. Andra industriområden är bland annat livsmedel, textilier och skor. Den omfattande turismen har också drivit på byggnadsindustrin.

#### Tjänster och turism
Servicesektorn stod år 2017 för 66 procent av BNP.
Turismen har stor betydelse för Gambias ekonomi, och som exempel kan nämnas att 170 000 turister besökte landet år 2013. De flesta turisterna är från Storbritannien och Skandinavien. Till skillnad från resten av näringslivet, som till stor del ägs av gambier, ägs turistnäringen nästan helt av utländska företag, och de direkta inkomsterna är därför begränsade.
Gambias naturliga skönhet och närhet till Europa har gjort landet till en av de största turistmarknaderna i Västafrika, med hjälp av staten och privata investeringar i ekoturism och renoverade byggnader.
En del av turismen till Gambia kan beskrivas som sexturism. Prostitution är olaglig i landet men bedöms vara utbredd, och särskilt uppmärksammad har europeiska kvinnors utnyttjande av manliga prostituerades ("bumsters") tjänster blivit. De flesta prostituerade i landet kommer från grannlandet Senegal.

### Handel
År 2014 var utrikeshandeln, inklusive reexport av importerade varor (diamanter och vapen med bland annat Sierra Leone som handelspartner) en viktig del av ekonomin. men nya regler och en instabil valuta har gjort att den handeln har minskat. År 1998 förstatligades ett stort privat företag, Alimenta, som var den största uppköparen av jordnötter. Efter det har priserna på jordnötter sjunkit markant.[källa behövs]

### Infrastruktur

#### Transporter
Vägnätet omfattade år 2011 2 977 km, varav 518 km var asfalterade.
En stor hamn finns i Banjul. Gambiaflodens nedre lopp är segelbart för oceangående fartyg intill 190 km från kusten. Mindre fartyg kan fortsätta ytterligare 200 km uppför den slingrande floden av meandertyp.[källa behövs]
Internationell flygplats finns vid Yundum, ett par mil söder om Banjul. Den sammanlagda banlängden är drygt 3 km; alla är belagda. Europa nås på 6 flygtimmar.[källa behövs]

#### Post, telefoni och Internet
Gambia Telecommunications är det från början helstatliga företag som driver telekommunikationsnäten. 2007 började en partiell privatisering av bolaget.
En jordstation har samband till Intelsat-systemet via satellit i Atlanten-sektorn. Utrikesförbindelser till Senegal och Guinea Bissau via radiolänk.
Sedan Africa Coast to Europe-projektet (ACE) 2011 lade en fiberoptisk undervattenskabel har landets internetuppkoppling och internetkapacitet ökad kraftigt. Kabeln går från Frankrike till Gambia och sköts av "The Gambia Submarine Cable Co. Ltd".
Inrikes finns ganska god täckning med radiolänk och blanktrådslinjer. Mobiltelefonnätverket är år 2021 utbyggt över största delen av landet. Gambia är beroende av bistånd och lån från bland annat Kina för fortsatt utbyggnad av kommunikation.

#### Utbildning och forskning
| Läs- och skrivkunnighet      | Läs- och skrivkunnighet | Läs- och skrivkunnighet | Läs- och skrivkunnighet | Läs- och skrivkunnighet |
| ---------------------------- | ----------------------- | ----------------------- | ----------------------- | ----------------------- |
|                              | 2003                    | 2010                    | 2015                    | 2021                    |
| Andel av befolkningen >15 år | ~ 34 %                  | 40 %                    | 55,5 %                  | 58,1 %                  |
| Andel av män > 15 år         |                         |                         | 63,9 %                  | 65,2 %                  |
| Andel av kvinnor > 15 år     |                         |                         | 47,6 %                  | 51,2 %                  |

Kostnaderna för utbildningen uppgick 2013 till 2,8 % av BNP.
År 2002 infördes nioårig grundskola med start vid sju års ålder. Sekundärskolan omfattar tre år. Den kan väljas med olika inriktningar exempelvis naturvetenskaplig, ekonomisk, estetisk eller teknisk inriktning. Det finns även ett antal Högre utbildningar att välja på.
Utbildning är tillgänglig för flickor i lika hög grad som för pojkar. År 2010 gick 70 % av barnen i grundskola. Utbildningen är gratis, men skolplikt föreligger inte.

#### Sjukvård, andra viktiga samhällstjänster
Även om förbättringar har gjorts sedan Gambia blev självständigt, så är de allmänna hälsotillstånden i Gambia dåliga.
En majoritet av sjukvården är centrerade runt huvudstaden Banjul, dock finns det andra sjukhus och många kliniker i hela landet. Traditionella healers konsulteras ofta. I synnerhet i landsbygdsområden.
Gambia har under lång tid haft kompetensbrist och saknat tillgång till kvalificerad sjukvårdspersonal. Särskilt landsbygden har drabbats av personalbristen. I ett försök att bryta den negativa trenden etablerade regeringen år 1999 en läkarutbildning i landet.

## Befolkning

### Demografi

#### Urbanisering
Urbanisering: 59,6 % (2015).
Ökningstakt 2010-2015 uppskattas till 4,33 % per år)

#### Minoriteter
Jola är den folkgrupp som funnits längst i landet. Den finns företrädesvis i västra Gambia. Den största gruppen är dock mandinka. Wolof som är den dominerande gruppen i Senegal, dominerar också i huvudstaden Banjul. Fulanierna är bosatta i de mest extrema områdena längs floden. Deras kungarike, Fuladu, var en stormakt i slutet av 1800-talet.
Soninke är en mix av Malinke och Fulani. Denna folkgrupp är i princip koncentrerad till områdena längs floden.

#### Migration
Historiskt har många flytt in till Gambia från konfliktområden. I synnerhet från inbördeskriget i Sierra Leone och Liberia men också från Senegal. Under 2020-talet har dock bland annat den ekonomiska situationen gjort att Gambia fungerar mer som ett transitland för migranter snarare än en bosättningsplats. Många gambianer söker också bättre liv utanför Gambia.

### Språk
Engelska är Gambias officiella språk. De mest talade språken är dock den atlantiska grenen av familjen Niger-Kongo. Språken Mandinka och Wolof är överbyggande språk i landet, så kallat lingua francas. Andra språk som talas inkluderar Pulaar (Fulbe), Serer, Diola och Soninke. Alla språken sönderfaller i ett flertal dialekter, varje dialekt är ofta koncentrerad inom ett mycket lokalt område.[källa behövs]

### Sociala förhållanden
Spädbarnsdödligheten är bland världens högsta med 62,0 dödsfall per 1 000 levande födslar år 2016. Den beräknades dessutom ha ökat till 65,04 per 1000 levande födslar år 2021. Varav siffran var högre för pojkar än flickor, år 2016 67,4 respektive 56,5 per 1000 levande födslar. År 2021 var den 70,93 respektive 58,98 för pojkar respektive flickor.
Mödradödligheten har däremot sjunkit från 706 till 597 dödsfall per 100 000 födslar mellan år 2015 och år 2017.
Det totala antalet barn per kvinna (totala fertiliteten) har sjunkit stadigt. År 2009 var den 5,3 barn per kvinna, 2016 3,63 barn per kvinna och år 2021 till 3,13 barn per kvinna. Befolkningstillväxten har också minskat något från 2,11% år 2016 till 1,82 % år 2021.
Moderns medianålder vid första barnets födelse för mödrar i åldern 25-29 år: 20,9 år (2013)
Befolkningens medianålder år 2016 var 20,7 år. Mäns medianålder var 20,4 år och kvinnors medianålder var 21,0 år.
Den allmänna levnadsstandarden är låg.[källa behövs]

### Hälsa
| Hiv och aids             | 2015   | 2020     |
| ------------------------ | ------ | -------- |
| Andel av befolkningen    | 1,82 % | 1,8 % ▼  |
| Antal                    | 20 600 | 27 000 ▲ |
| Dödsfall per år          | 1 000  | 1 300 ▲  |
| Fetma                    | 2014   | 2016     |
| Andel av befolkningen    | 9,1 %  | 10,3 % ▲ |
| Undervikt hos barn <5 år | 2013   | 2020     |
| Andel av befolkningen    | 16,4 % | 11,6 % ▼ |

### Övriga befolkningsdata
Den senaste folkräkningen hölls den 15 april 2013 och då uppgick den faktiskt befintliga befolkningen i Gambia (de facto) till 1 882 450 invånare, varav 930 699 män och 951 751 kvinnor. Folkräkningar hade tidigare hållits 2003, 1993, 1983, 1973 och 1963. Invånartalet i Gambia uppskattades i juli 2016 av The World Factbook till 2 009 648 invånare, medan Förenta nationerna uppskattade befolkningen 1 juli 2016 till 2 055 000.

## Kultur

### Massmedia
Media har under den tidigare presidenten varit hårt kontrollerad. Representanter för regeringen har, efter att ny president tillträtt i januari 2017, meddelat att pressen framöver ska bli mer fri.

#### Press och förlag
År 2018 fanns fem privata nyhetsmagasin. Inga statsägda, alla fem gavs dock inte ut dagligen.

#### Radio och television
År 2018 fanns en statlig TV-kanal, inga privatägda. Det fanns en statlig radiostation och flera privata.

### Traditioner

#### Kultursymboler och viktiga personligheter

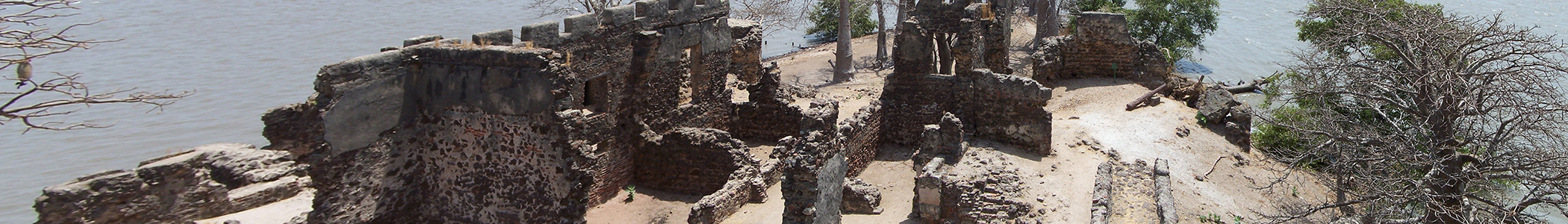
Kunta Kinteh Island.

Kunta Kinteh Island är sedan 2003 upptaget på Unescos världsarvslista på grund av den centrala rollen ön hade för slavhandeln I Västafrika.

## Internationella rankningar
| Organisation                                | Undersökning                   | Rankning   |
| ------------------------------------------- | ------------------------------ | ---------- |
| The Economist                               | Demokratiindex 2018            | 111 av 167 |
| World Bank Group                            | Doing Business Report 2019     | 155 av 190 |
| Heritage Foundation/The Wall Street Journal | Ekonomisk frihet-index 2019    | 146 av 180 |
| FN:s utvecklingsprogram                     | Human Development Index 2018   | 174 av 189 |
| Transparency International                  | Korruptionsindex 2018          | 93 av 180  |
| Reportrar utan gränser                      | World Press Freedom Index 2019 | 92 av 180  |